# 연근조림

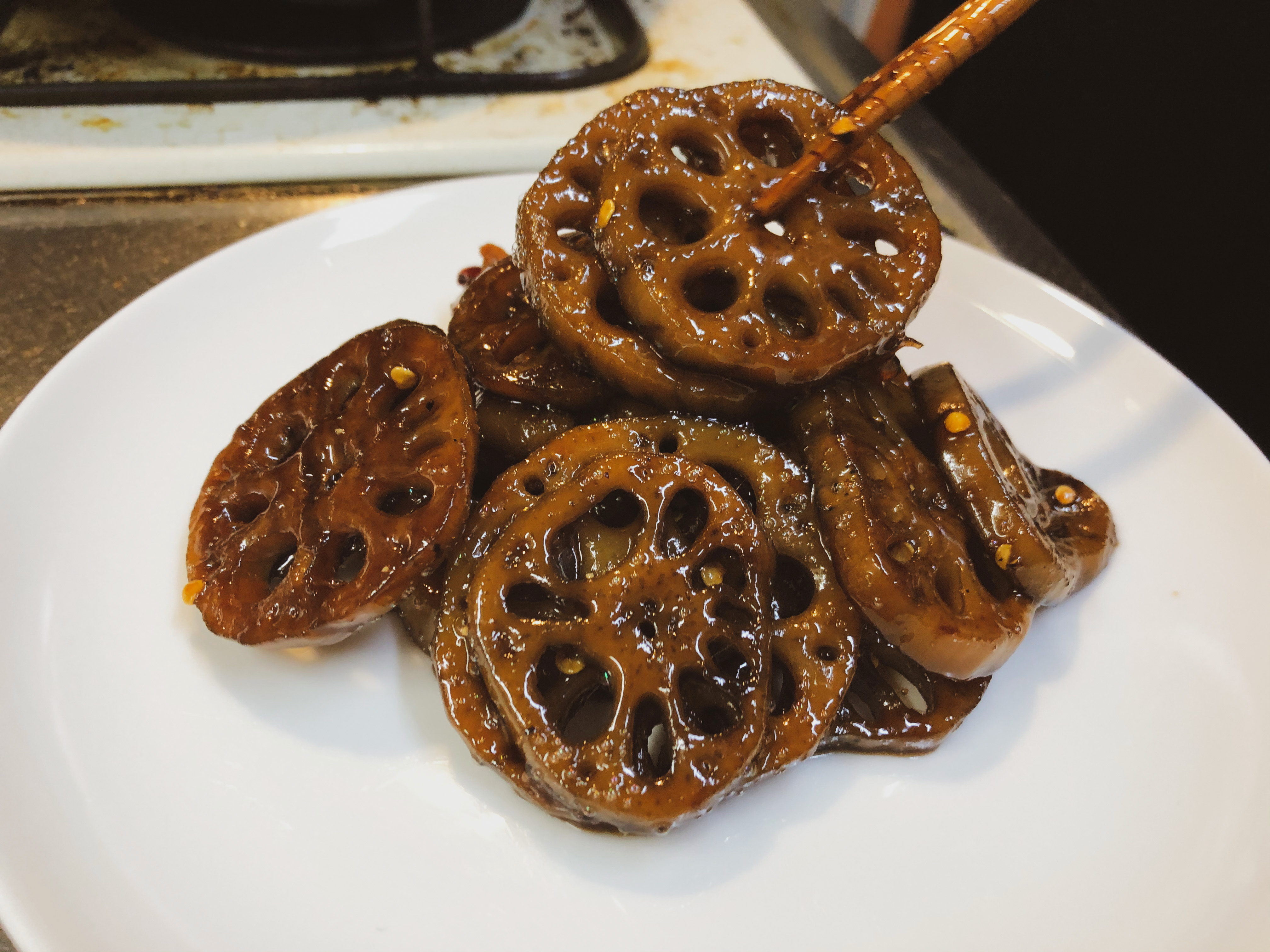
연근조림

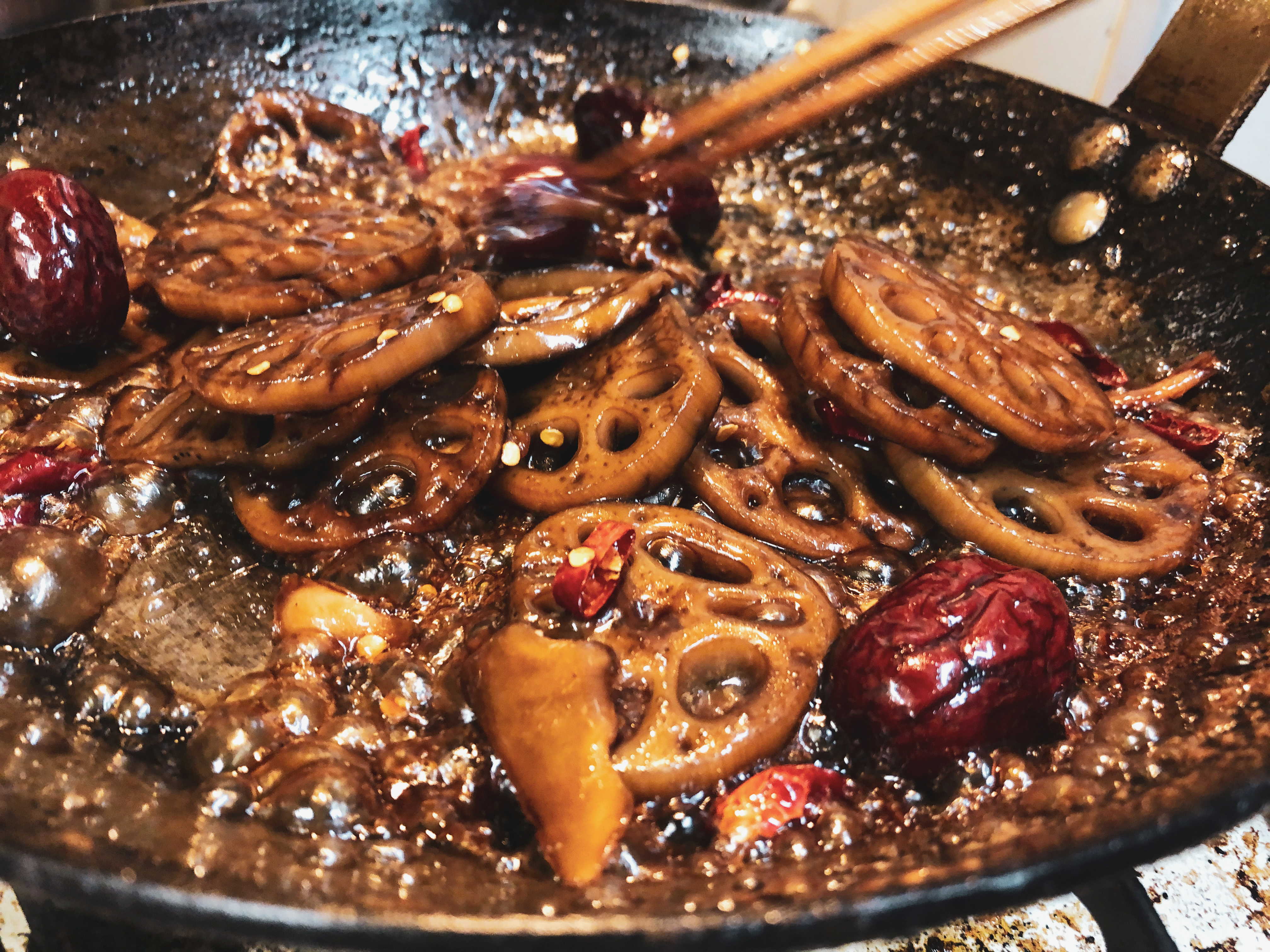
연근조림

연근조림은 연근을 주재료로 한 한국의 밑반찬 중 하나이다. 위벽을 보호하고 지혈효과가 있는 것으로 알려져 있다.